# Galaxie spirale magellanique

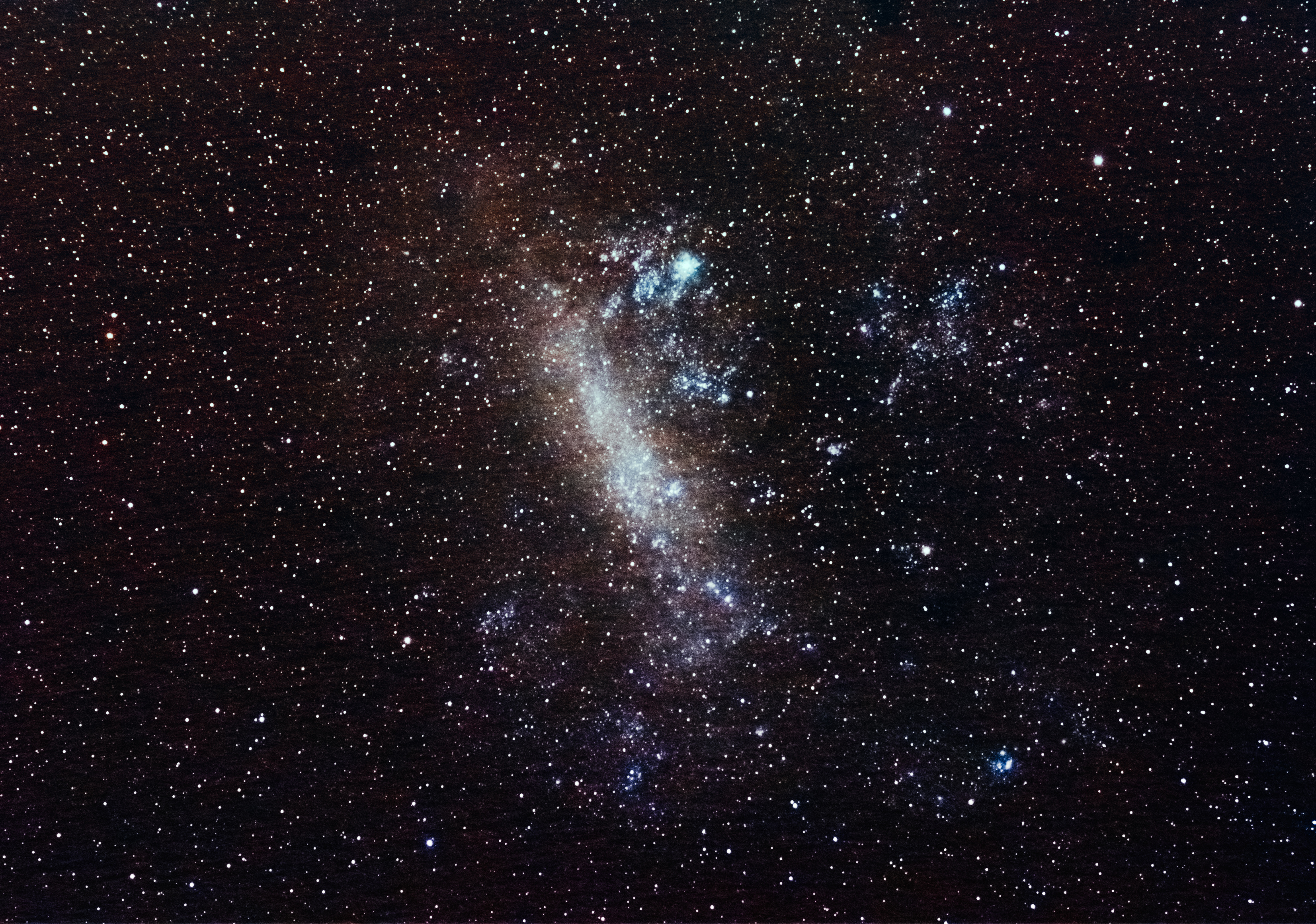
Galaxie spirale magellanique

Une galaxie spirale magellanique est un type de galaxie spirale ne possédant qu'un seul bras spiral et qui est habituellement petite. Tout comme il existe trois types majeurs de galaxies spirales selon qu'elles sont régulières (sans barre), barrées (avec barre) ou intermédiaires, il existe trois types majeurs de galaxies magellaniques :
- régulières, notées SAm, sans barre ;
- barrées, notées SBm, avec barre ;
- intermédiaires, notées SABm[1].

Ce type de galaxies spirales tire son nom du Grand Nuage de Magellan, qui est de type SBm. Il a été introduit par l'astronome français Gérard de Vaucouleurs lorsqu'il révisa la classification des galaxies d'Edwin Hubble.
Il existe aussi des galaxies irrégulières présentant un début de bras que l'on qualifie de magellanique. Elles sont notés Im.